# Kobiety w Czerni

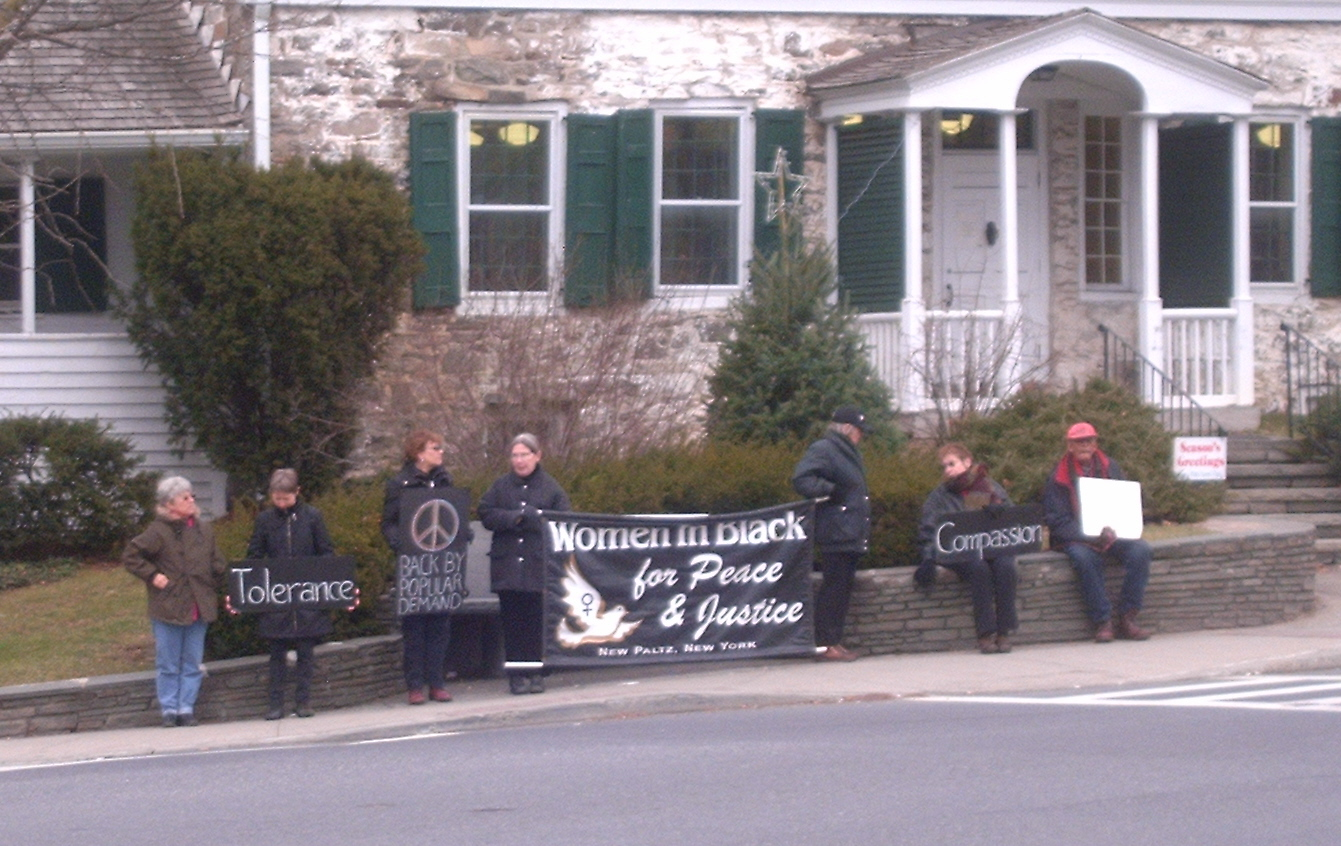
Demonstracja Kobiet w Czerni w New Paltz w stanie Nowy Jork

Kobiety w Czerni – międzynarodowy kobiecy ruch pokojowy powstały w 1988 roku. Obecnie działa w kilkudziesięciu krajach na świecie.
Początki ruchu Kobiet w Czerni sięgają pierwszej intifady. Grupa izraelskich kobiet zszokowana drastycznymi naruszeniami praw człowieka na Terytoriach Okupowanych rozpoczęła cotygodniowe czuwania w centrum Jerozolimy. Kobiety w Czerni spotykały się w każdy piątek, ubrane na czarno na znak żałoby związanej ze śmiercią ofiar po obu stronach. Trzymały również transparenty "Precz z okupacją!".
Przykład ten zainspirował działaczki pokojowe i feministyczne w wielu krajach na świecie. Ruch Kobiet w Czerni szczególnie aktywny był podczas wojny w byłej Jugosławii, gdzie jedną z założycielek lokalnych inicjatyw była Stanislava Staša Zajović.
Kobiety w Czerni nie mają swojego statutu ani manifestu. Działaczki ruchu podkreślają jednak wyraźnie perspektywę feministyczną, wskazując na bliski związek między przemocą domową a wojną. W niektórych regionach mężczyźni włączają się w działania Kobiet w Czerni, zaś Kobiety w Czerni wspierają mężczyzn odmawiających udziału w wojnie.